# Subotička kalvarija
Kalvarija u Subotici je uređeni prikaz kalvarije u Subotičkoj biskupiji. Nalazi se blizu somborske kapije u Subotici.
Treća je od kalvarija sagrađenih u Subotici. 
Prva je sagrađena 1758. trgu pred današnjom franjevačkom crkvom. Graditelji su bili izvjesni Futo i Pal Oskolas. 
Širenje Subotice dovelo je do potrebe za izgradnjom nove, veće i ljepše kalvarije. 1817. napravljena je nova, na području Rogine bare. Dao ju je podići bački Hrvat, plemenitaš Matija Vojnić od Bajše. Podignuta je na mjestu gdje je danas željeznički kolodvor u Subotici. Završetak kalvarije bio je na ondašnjem najvišem mjestu u gradu, danas na mjestu gdje je subotička pošte broj 2. Blagoslovljena je 17. studenog 1817. godine. Osoba koja je osnovala ovu kalvariju gradu Subotici povjerila je održavanje. Kao i prva kalvarija, zbog infrastrukturnih razloga kalvariju se moralo premjestiti. Izgrađena je željeznička pruga i kolodvor te brojne obiteljske manje i veće kuće i moralo se nekamo s kalvarijom.
Treća, ujedno i današnja lokacija izabrana je tada. Stara je kalvarija srušena 1864. Vjernici su te 1864. gorljivo gradili novu kalvariju, unatoč svim vremenskim nepogodama. Sa stare srušene kalvarije koristilo se materijal za novu. Prenosili su opeku i materijal na golim rukama i na zaprežnim kolima. I dok nije bila gotova, Subotičani su ju pohodili. Dugo je bila samo simbolički označena postaja.
Novo uređenje treće kalvarije bilo je 1877. godine. Obitelji mjesnih Hrvata, Mukić i Malagurski podigle su kapelu Žalosne Gospe. Iste se godine počelo prikupljati darove da se izgradi kalvarija. Zgotovljena kalvarija blagoslovljena je 3. veljače 1880. godine. 